# 푸른 계절
《푸른계절》은 MBC에서 1988년 5월 11일부터 1989년 10월 13일까지 방영된 청소년 드라마이다. 1988년 5월 봄철 개편에 따라 《푸른교실》의 후속작으로 방영하였으며, 1989년 10월 가을 개편으로 폐지되었다.

## 방송 시간
| 방송 채널 | 방송 기간                          | 방송 시간                     | 방송 분량 |
| --------- | ---------------------------------- | ----------------------------- | --------- |
| MBC TV    | 1988년 5월 11일 ~ 1989년 4월 12일  | 매주 수요일 밤 8시 5분 ~ 9시  | 55분      |
| MBC TV    | 1989년 4월 21일 ~ 1989년 10월 20일 | 매주 금요일 밤 7시 15분 ~ 8시 | 45분      |

## 등장 인물

### 유리네 집
- 김무생: 한 교수 역 - 유리 아빠
- 김윤경: 엄 여사 역 - 유리 엄마
- 김진만: 한용구 역 - 고등학생, 유리의 오빠
- 유경아: 한유리 역 - 중학생

### 훈이네 집
- 현석: 훈이 아빠 역 - 자동차 세일즈맨
- 이휘향: 훈이 엄마 역
- 최상진: 훈이 역

### 민아네 집
- 박광남: 민아 아빠 역
- 전양자: 오 여사 역 - 민아 엄마, 카페 경영
- 박혜란 : 민아 역 - 대학생
- 이미나: 이미나 역 - 여고생

### 그 외 인물
- 박현숙
- 신윤정: 현지 역 - 진아의 친구
- 김호영: 담임 선생님 역

## 에피소드 목록
제1화 아들의 연애편지
제2화 방황의 시간
제3화 새장 밖의 새
제4화 첫 데이트
제5화 스트레스는 어른에게만 있나
제6화 가수가 되고 싶은 소녀
제7화 담배끊기
제8화 성적올리기
제9화 사랑은 장미
제10화 아빠의 옛날여행
제11화 외삼촌
제12화 아들의 비밀
제13화 동창생
제14화 무인도를 찾아서
제15화 섬마을 친구
제16화 재회
제17화 생일선물
제18화 사랑이란
제19화 다함께 춤을
제20화 선생님 우리 선생님
제21화 우리는 시험보는 기계가 아니에요
제22화 다시 부르는 노래
제23화 울고 싶어라
제24화 남자의 계절
제25화 한장의 추억
제26화 오리털파카
제27화 용돈에 관하여
제28화 홍두깨
제29화 지금은 고백할때
제30화 엘리제를 위하여
제31화 제자리 찾기
제32화 남과 여
제33화 왜 못 믿지
제34화 나그네의 조건
제35화 꿈으로의 초대
제36화 그대는 귀여운 고양이
제37화 산넘어 산
제38화 꽃그림자
제39화 아프고 싶은 날
제40화 가사실습
제41화 아버지 나의 아버지
제42화 지옥의 게임
제43화 언제나 꼴지라도
제44화 사랑을 노래를 타고
제45화 봄으로의 여행
제46화 그대의 미래는
제47화 가슴앓는 시절
제48화 도라지와 더덕
제49화 방황하는 씨름선수
제50화 새로 시작합시다
제51화 윗물이 맑아야
제52화 하늘 보기
제53화 문을 여세요
제54화 아들에게
제55화 그런게 아니었어요
제56화 넘어지기 연습
제57화 사랑 나누기
제58화 여름 날의 세레나데
제59화 고향 사람들
제60화 포로를 위하여
제61화 하나의 물
재62화 가을의 약속
제63화 내꿈 한조각
제64화 터널 앞에서
제65화 내가 가야할 길
제66화 이별연습
제67화(마지막회) 가을 전주곡